# Nicolae Gropeanu

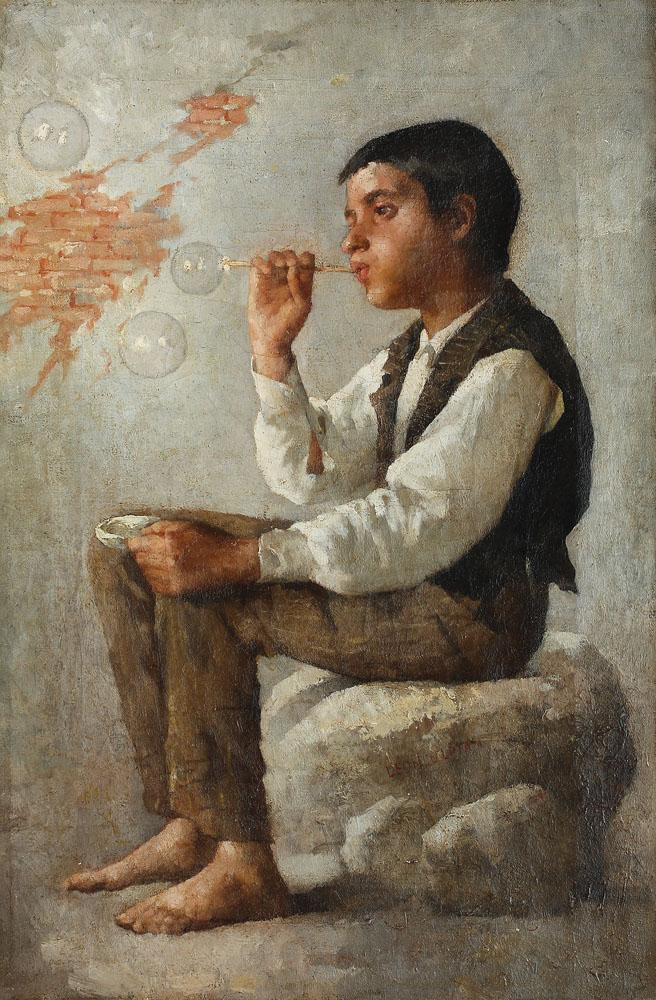
Balonase

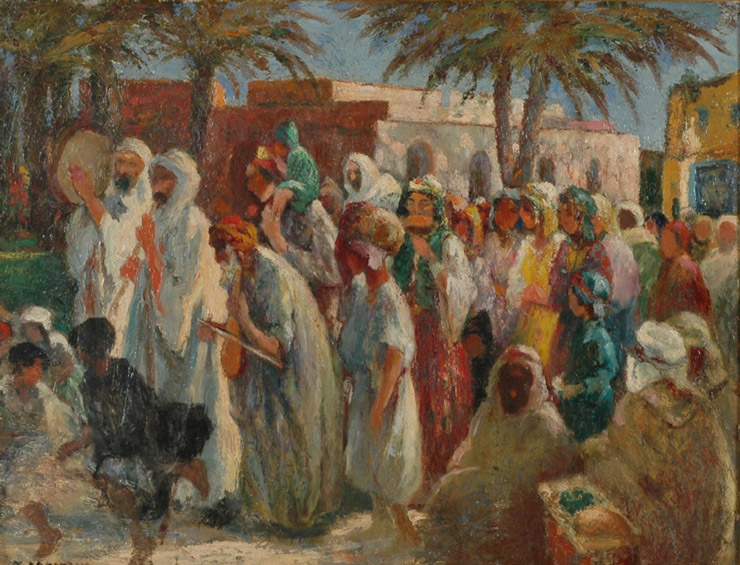
Procesiune in Palestina

Nicolae Orval Gropeanu oder auf Französisch Nicolas Gropeano (* 28. November 1863 in Bacău; † 6. Januar 1936 in Paris) war ein rumänischer Maler vermutlich jüdischer Abstammung. Er ist bekannt für seine Sitten- und Porträtmalerei. Manche Autoren verwendeten Variationen seines Namens, unter anderem Nicolae Gropper, Naia Groper oder Noah Gropper.

## Biographie
Gropeanu studierte mit Theodor Aman und Constantin Stăncescu. Gemäß Jacques Doucet, einem französischen Maler und Kunstsammler, war Gropeanus Debüt im Salon de Paris sehr erfolgreich. Viele Kunstkritiker lobten ihn als einen der besten jungen Maler rumänischer Herkunft. Sie waren besonders von seinen Pastellbildern von Kindern und orientalischen Szenen beeindruckt (siehe Abbildungen).
Für viele Jahre stellte er Illustrationen für Le Figaro her, wendete sich später aber wieder der Kunst zu, indem er Abbildungen für Essays und Gedichte von Hélène Vacaresco herstellte.
Obwohl Gropeanu in Paris blieb, ließ er seine Bilder in rumänischen Ausstellungen präsentieren, beispielsweise an der Societatea Ileana oder im Ateneul Român in Bukarest. Im Jahr 1935 wurde ihm die ranghöchste Auszeichnung Frankreichs verliehen, den Orden der Ehrenlegion.
Einige seiner Werke wurden von der französischen Regierung erworben. Das wiederkehrende orientalistische Motiv seiner Bilder lässt vermuten, dass Gropeanu Reisen in Nordafrika und dem Mittleren Osten unternommen hat.